# Cei șapte zei ai norocului
Cei Șapte Zei ai Norocului(七福神 - Shichi Fukujin) sunt niște zei din folclorul și mitologia japoneză. Ei sunt deseori sursă de inspirație pentru sculpturile netsuke și alte reprezentări
Fiecare dintre cei șapte zei are o însușire specifică:
1. Ebisu, zeul pescarilor și negustorilor, înfățișat deseori cărând un cod.
2. Daikokuten (Daikoku), zeul bogăției și a comerțului. Ebisu și Daikoku erau în trecut de multe ori asociați și reprezentați sub formă de statuete sau măști pe pereții unor magazine.
3. Bishamonten, zeul războinicilor.
4. Benzaiten (Benten-sama), zeița cunoașterii, artei și frumuseții.
5. Fukurokuju, zeul bucuriei, bogăției și longevității.
6. Hotei, zeul gras și fericit al abundenței și sănătății.
7. Juroujin (Gama), zeul longevității.

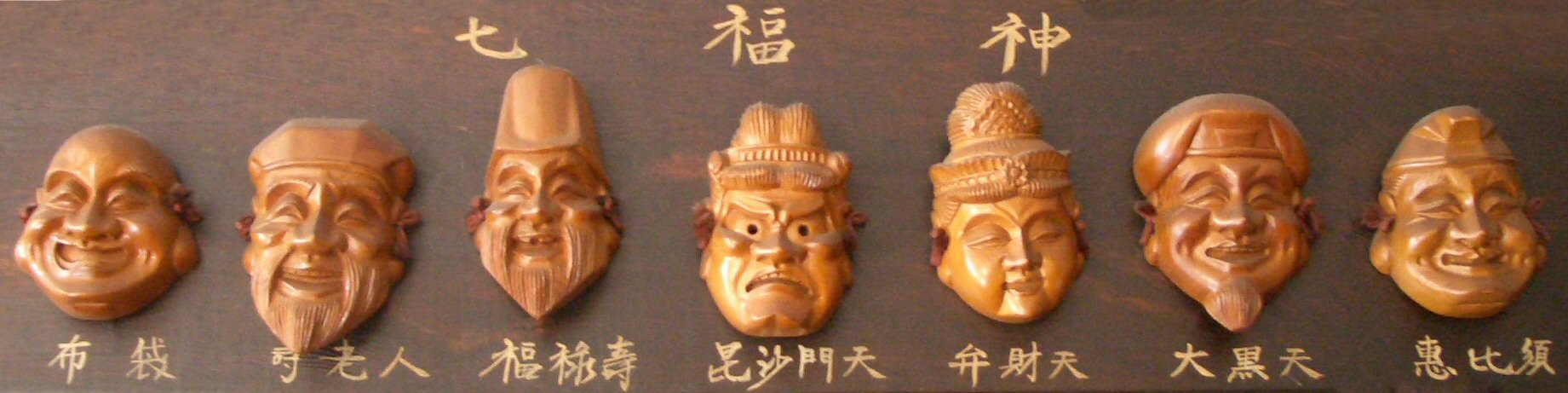
De la stânga spre dreapta: Hotei, Juroujin, Fukurokuju, Bishamonten, Benzaiten, Daikokuten, Ebisu.